# Fulica chathamensis
Fulica chathamensis je vyhynulý druh lysky z čeledi chřástalovitých, který byl endemický pro Chathamské ostrovy. Tato lyska vyhynula někdy mezi 16.–18. stoletím následkem lovu a predace krysou ostrovní. 

## Systematika
Druh formálně popsal skotský přírodovědec Henry Ogg Forbes v roce 1892 jako Fulica chathamensis. Tento druh byl občas považován za konspecifický (náležící ke stejnému druhu) s lyskou Fulica prisca z novozélandské pevniny, avšak na základě osteologické studie z roku 2002 jsou oba taxony považovány za samostatné druhy.

## Popis a ekologie
Morfologicky a snad i behaviorálně byla lyska Fulica chathamensis podobná svému novozélandskému protějšku Fulica prisca. Oba druhy představují velké ptáky dosahující výšky kolem 40 cm a váhy 1,8 kg, což je zhruba dvakrát více než u jiných příbuzných lysek. I přes svou velkou hmotnost uměla lyska F. chathamensis létat. F. chathamensis byla o něco větší než F. prisca a F. chathamensis tak představuje vůbec největšího zástupce lysek na světě. Subfosilní pozůstatky druhu byly nalezeny pouze na Chathamském ostrově, což napovídá, že lyska F. chathamensis preferovala mokřadní biotopy. Velká část tohoto ostrova je totiž tvořena obří brakickou lagunou Te Whanga. Oblibu této laguny dokládá i skutečnost, že lyska F. chathamensis měla na lebce vývody solných žláz, které pomáhaly s odfiltrováním soli z vody. Většina lysek jsou primárně býložravé, avšak F. chathamensis mohla občas požírat i bezobratlé živočichy z laguny.

## Vyhynutí
Druh je znám pouze ze subfosilních nálezů. Kosti byly nalezeny v lidských sídlištích, z čehož se dá vyvodit, že druh vymřel po příchodu Polynésanů (asi 16. století), avšak před příchodem Evropanů (18. století), jelikož o druhu nejsou dochovány žádné písemné zmínky. Druh vymřel následkem lovu a predace krysou ostrovní.